# متحف الأطفال (الأردن)
متحف الأطفال  هو متحف للأطفال في عمان، الأردن. يقع مبنى المتحف على مساحة 20.000 متر مربع من أرض حدائق الحسين. افُتتح المتحف في أيار 2007، تحتوي حدائق المتحف على معروضات ومسرح في الهواء الطلق، بينما يحتوي مبنى المتحف على حيِّز مساحته 7.000 متر مربع للمعروضات الداخلية، مما يجعله أكبر موقع في داخل المتحف إلى جانب غرف أخرى كالمكتبة وغيرها. أسس متحف الأطفال بمبادرة من صاحبة الجلالة الملكة رانيا العبد الله ليقدم للأطفال والأسر خبرات متنوعة للتعلّم من خلال الاكتشاف واللعب والاستكشاف.
في المتحف أكثر من 150 معروضة تفاعلية ومجموعة متنوعة من البرامج على مدار العام، ليصبح مكاناً للتحفيز والمغامرة، ويتيح للأطفال التجربة والابتكار والتفاعل مع البيئة بشكل مريح.
المتحف عضو في اثنتين من المؤسسات الدولية النشطة: رابطة متاحف الأطفال، و«هاندز أون يوروب». ومُهمته تعزيز حب المعرفة لدى الأطفال ورؤية أن يصبح المتحف مركزاً فريداً لبرامج الأطفال في الأردن والمنطقة، ومحطة مرجعية للتعلم محلياً وإقليمياً, فضلاً عن كونه شريكاً إبداعياً للأطفال على المستوى الدولي.

## ساعات العمل
1 تشرين الأول - 31 أذار
الأحد، الاثنين والأربعاء 9:00 ص – 5:00 م
الخميس والسبت 9:00 ص – 6:00 م
1 نيسان - 30 ايلول
السبت - الخميس 9:00 ص – 6:00 م
الجمعة: (1 تشرين الأول - 31 أذار) من 10:00 ص – 6:00 م
الجمعة: (1 نيسان - 30 ايلول) من 10:00 ص – 7:00 م
ملحوظة: المتحف مغلق يوم الثلاثاء طوال أيام السنة.

## التذاكر
الأعضاء: مجاناً
غير الأعضاء: 3 دنانير  الأردن
الأطفال دون سن الواحدة: مجاناً
رسوم المدارس المخفضة: 2 دينار  الأردن للطالب. والمدارس الأعضاء:مجاناً